# Innsmouth
Innsmouth es un pueblo ficticio creado por H. P. Lovecraft, que forma parte de los Mitos de Cthulhu. Es mencionado por Lovecraft por primera vez en el cuento Celephaïs, pero se volvió más conocido en la historia La sombra sobre Innsmouth, que transcurre casi completamente en el pueblo.
Lovecraft llamó a Innsmouth «una visión considerablemente retorcida de Newburyport».

## Localización
Innsmouth se encuentra en la costa del Condado Essex, al sur de Isla Plum, y al norte de Cabo Ann. Ipswich, Massachusetts está cerca, y es visitado regularmente por los habitantes de Innsmouth. Rowley, Massachusetts se encuentra cerca, al norte.

## Historia
Innsmouth fue fundado en 1643, básicamente como astillero. Fue un próspero centro de actividad marítima, y posteriormente fue un pequeño núcleo industrial. Los naufragios y la guerra de 1812 empezaron a dañar la economía del pueblo. Para 1828 la única flota que todavía usaba las rutas de Innsmouth era la de Obed Marsh, jefe de una de las familias poderosas del pueblo.
En 1840 Obed Marsh trajo un culto proveniente de la Polinesia, que llamó la Orden Esotérica de Dagón. Al poco tiempo la pesca aumentó extraordinariamente y se empezaron a encontrar objetos hechos de oro que llegaban a las playas desde el mar.
Para mantener la prosperidad del pueblo, Obed y la Orden Esotérica de Dagón exigían total devoción por parte de todo el pueblo a las nuevas deidades. A cambio de lo cual, se veían favorecidos por la pesca, y éstas mantenían un flujo de oro constante para la refinería propiedad de los Marsh. Estas actividades llevaron a una pelea interna entre los habitantes, al oponerse algunos habitantes a esta sumisión que les exigía mezclarse con seres no humanos y subacuáticos, que terminó en el arresto de varios cultistas.
Fuentes oficiales afirman que el pueblo fue atacado por una plaga en 1846, causando una gran pérdida de población. La verdadera causa fue un castigo al pueblo por estas deidades al suspender los sacrificios a causa del arresto de Obed y sus seguidores. Tras este evento, Obed y la Orden retornaron a sus actividades y la adoración y los sacrificios continuaron.
Este es el punto de máxima prosperidad del culto con la procreación de híbridos en sus números más altos. En 1927, un turista llega al pueblo, y descubre accidentalmente a la Orden y sus verdaderos objetivos. Después de escapar de Innsmouth le comunicó lo que había visto al gobierno, que atacó y comenzó una campaña de represión en el pueblo por acusaciones de venta de alcohol, que terminó de desbandar completamente a la Orden, y dejó al pueblo casi completamente destruido, y dañando gravemente el asentamiento subacuático de los profundos mediante torpedos y cargas de profundidad.

## Orden esotérica de Dagón
La Orden Esotérica de Dagón fue la principal religión del pueblo después del regreso de Obed Marsh de Polinesia. Esto se debió a la pesca y oro que la Orden trajo al pueblo, y luego a las promesas de poder e inmortalidad.
La Orden adoraba a los Profundos y los seres de su panteón: Padre Dagón, Madre Hidra y, en menor medida, a Cthulhu. Los profundos se presentaban periódicamente ante la Orden como mediadores entre los cultistas y las deidades. 
El juramento de la Orden consta de tres partes: un juramento de silencio, un segundo juramento de lealtad, y un tercero, en el que aceptaba "casarse" con un profundo y tener hijos con él. Los sacrificios a los Profundos se hacían regularmente.
Quienes no se unieron a la Orden al empezar la mejora en la economía, fueron en su mayoría forzados a hacer parte del juramento. La Orden se mantuvo en pie hasta 1927, cuando fue destruida por el gobierno.

## El río Manuxet
Este río cruza Massachusetts, y termina en el mar, en las costas de Innsmouth. Aunque hay un río con este nombre en Worcester, Massachusetts, Will Murray cree que el río está basado en el río Merrimack y que el nombre proviene de palabras del lenguaje algonquin.
Murray se basa en dos hechos: aunque Innsmouth está basado en Newburyport, este es un lugar separado, situado al norte de Innsmouth. Basado en sus investigaciones, Murray cree que Innsmouth está basado en Gloucester, que se encuentra en el Cabo Ann. Segundo, se sabe que el nombre del Río Miskatonic está basado en palabras del lenguaje algonquin. Murray cree que hizo lo mismo con Manuxet, usando las palabras man(isla) y uxet(en la parte grande del río) por lo que Manuxet sería "isla en la parte grande del río". Murray considera que el nombre está bien aplicado a Innsmouth. Además, el Cabo Ann está conectado a las tierras más continentales solo por una estrecha unión.